# Despotovac
Despotovac (srbsky Деспотовац) je město a opština asi 130 kilometrů od Bělehradu, hlavního města Srbska. Název města je odvozený od slova Despot, což byl jeden z titulů srbských vládců.

## Historie
Ortodoxní klášter Manasija, ležící asi 2 kilometry od města, byl postaven v letech 1406 až 1418 a je jednou z nejvýznamnějších památek srbské kultury.
V roce 1406 u města proběhla bitva, v níž Srbové, vedení Stefanem Lazarevićem, porazili osmanské vojsko vedené Musou Çelebim.
V letech 1929 až 1941 byl Despotovac součástí Moravské bánoviny, administrativní jednotky Království Jugoslávie.

## Významná místa
- Klášter Manasija
- Resavská jeskyně
- Veliki Buk, vodopád v horním údolí řeky Resava

## Galerie

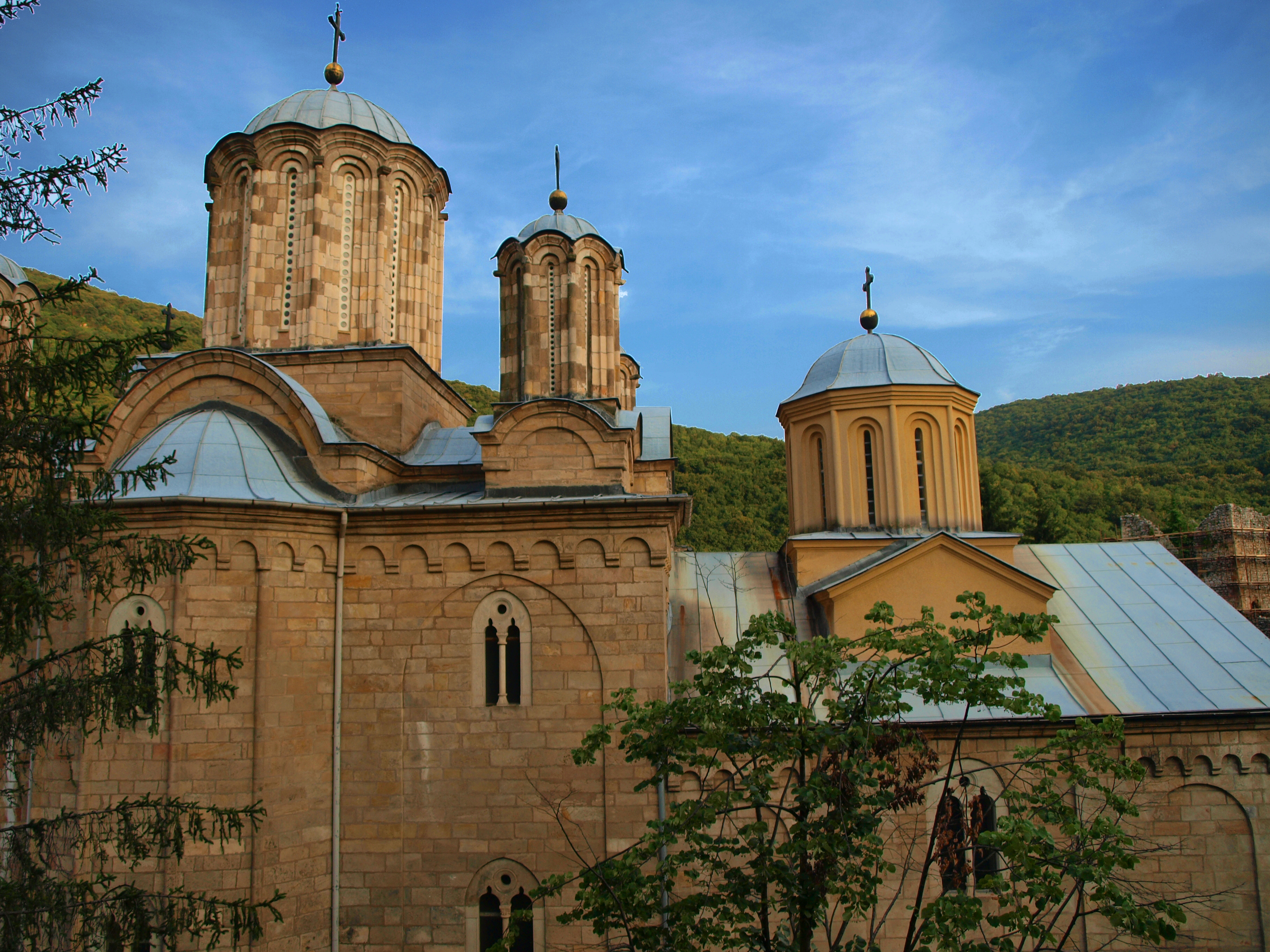
Klášter Manasija
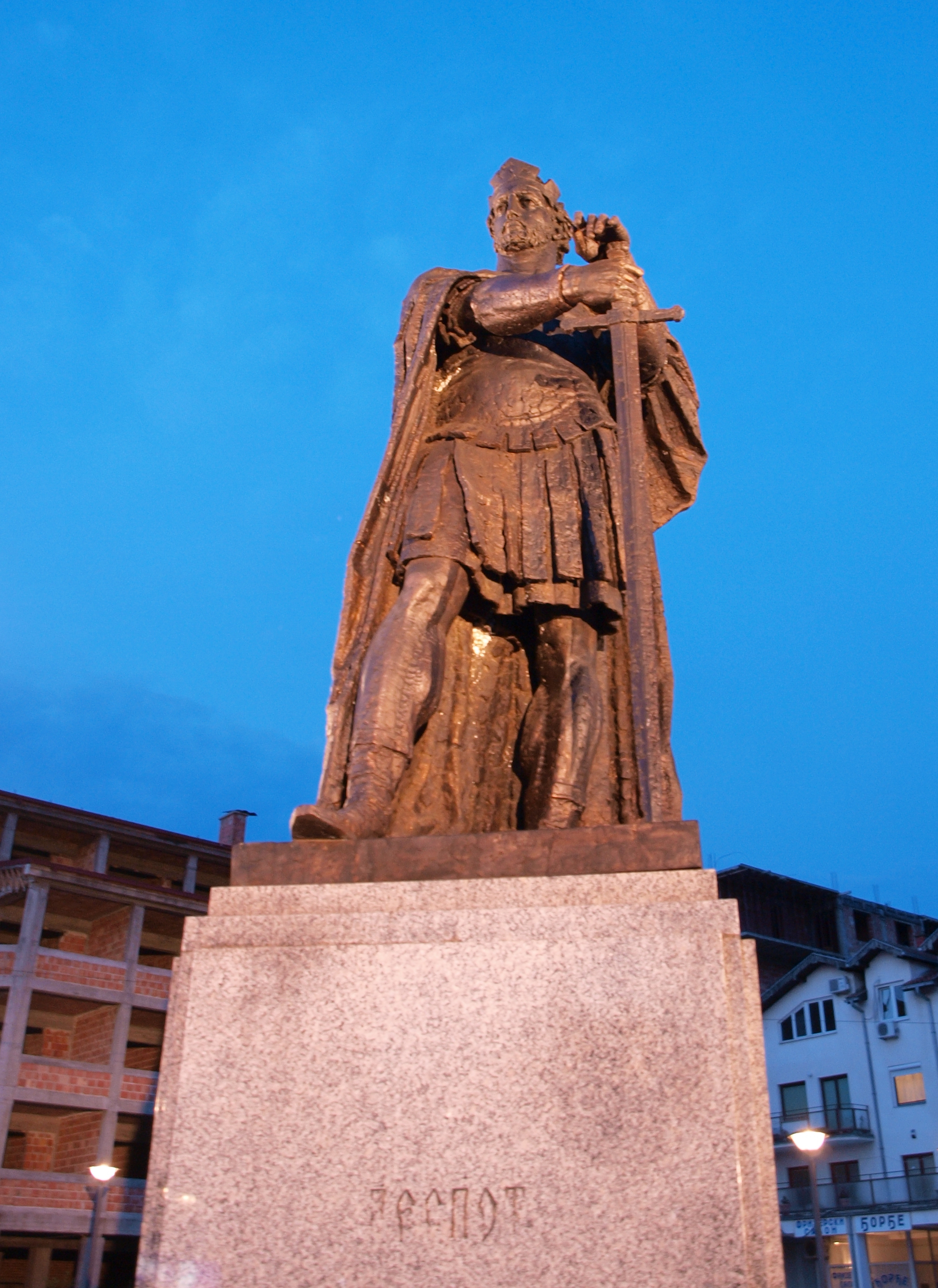
Socha Stefana Lazareviće
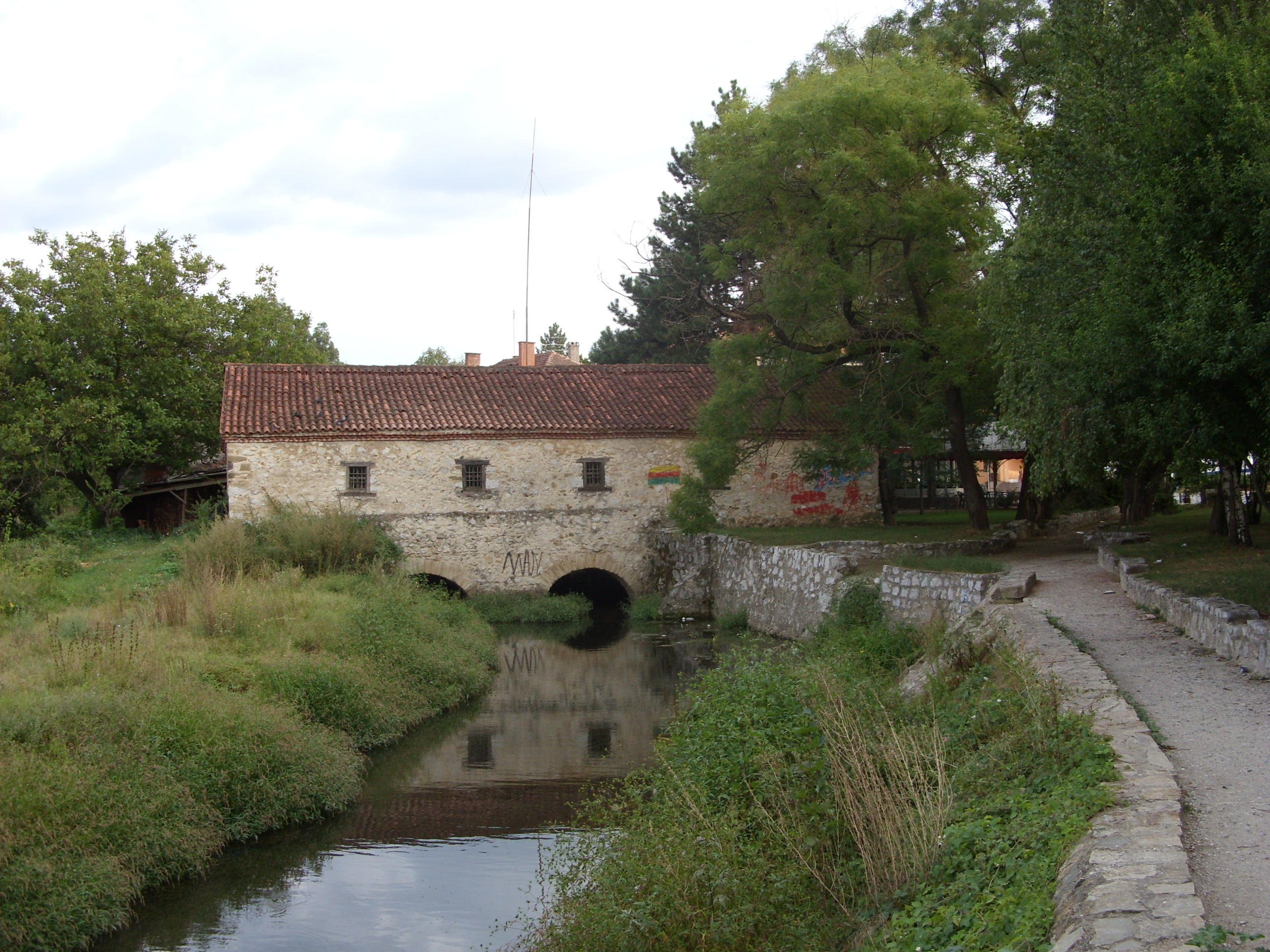
Starý mlýn
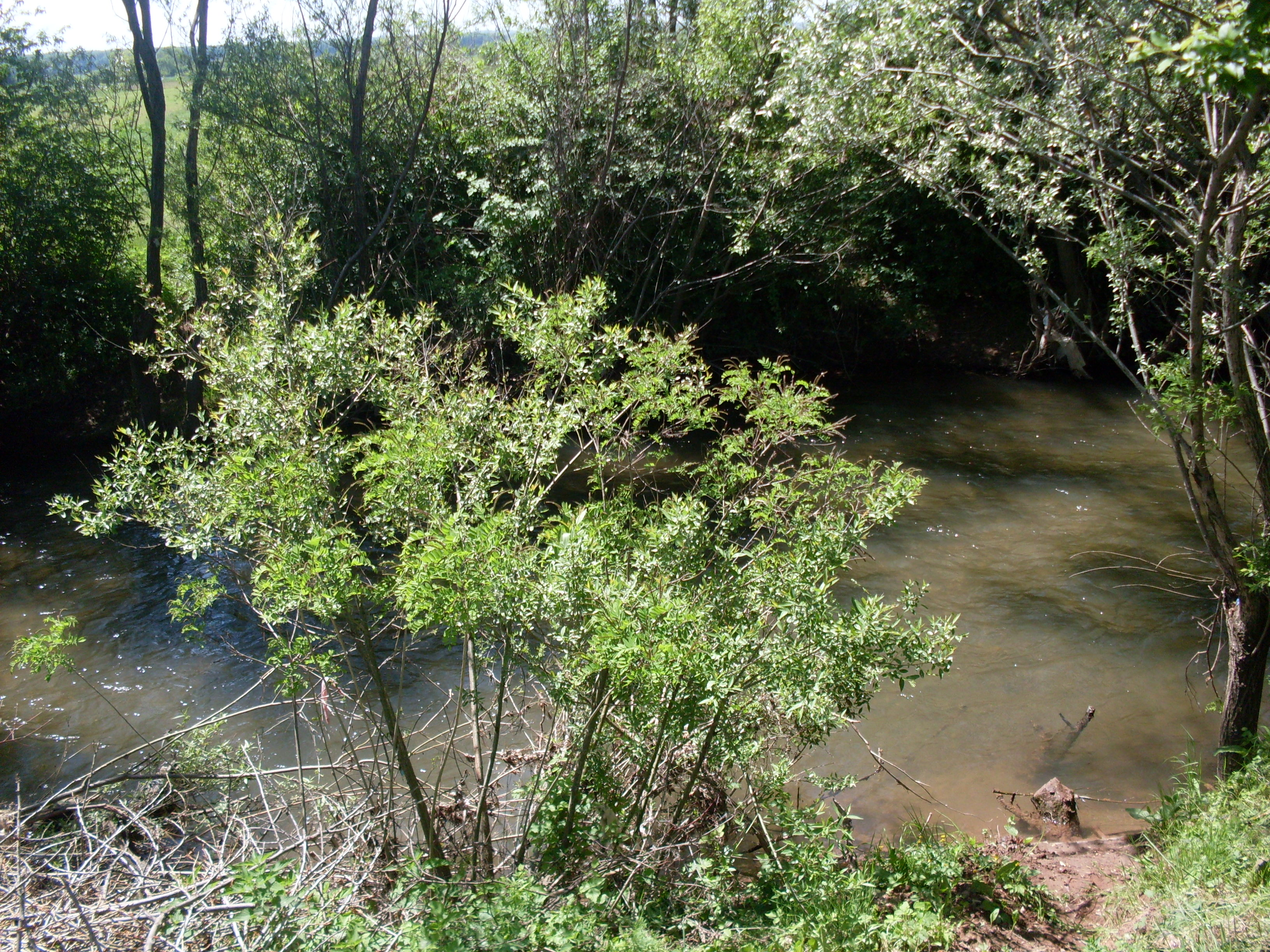
Řeka Resava